# چمال
چمال (به لاتین: Chemal) یک منطقهٔ مسکونی در روسیه است که در جمهوری آلتای واقع شده‌است.